# Коротка Олена Вікторівна
Оле́на Ві́кторівна Коро́тка (уродж. Смирнова) (2 жовтня 1983 року, Дніпро) — українська шашкістка, арбітр, тренер. Спеціалізується у грі на малій дошці (шашки-64). Міжнародний майстер (2001). Гросмейстер України (2009).
Член президії Кам'янської міської федерації шашок із 2010 року. Суддя першої категорії з шашок.
Семиразова чемпіонка світу з шашок-64 серед дівчат у різних видах програм та вікових груп.
Віце-чемпіон світу з шашки-64 (швидкі шашки, 2009, бліц, 2009).
Чемпіонка України серед жінок.
7-разова чемпіонка світу і 3-разова чемпіонка Європи серед дівчат.
Перший тренер — Дмитро Мариненко.
Проживає з 2001 року в м. Кам'янське.

## Спортивні результати
Результати поза класичною програмою вказані.
1996
- Бронзовий призер чемпіонату світу з шашок-64 серед кадетів

1997
- Бронзовий призер чемпіонату світу з шашок-64 серед юніорів
- Срібний призер чемпіонату України з шашок-64 серед кадетів

1998
- чемпіонка світу з шашок-64 серед кадетів
- Бронзовий призер чемпіонату світу з шашок-64 серед кадетів (швидка програма)
- чемпіонка світу з шашок-64 серед кадетів (блискавична програма)
- Бронзовий призер чемпіонату світу з шашок-64 серед юніорів
- Срібний призер чемпіонату України з шашок-64 серед юніорів

1999
- чемпіонка світу з шашок-64 серед юніорів
- чемпіонка світу з шашок-64 серед кадетів
- Срібний призер чемпіонату України з шашок-64 серед жінок
- Бронзовий призер чемпіонату світу з шашок-100 серед юніорів

2000
- чемпіонка світу з шашок-64 серед юніорів
- чемпіонка Європи з шашок-64 серед юніорів
- чемпіонка України з шашок-64 серед юніорів
- Бронзовий призер чемпіонату України з шашок-100 серед жінок

2002
- чемпіонка світу з шашок-64 серед юніорів
- чемпіонка світу з шашок-64 серед юніорів (швидка програма)
- Срібний призер чемпіонату України з шашок-64 серед жінок (швидка програма)

2004
- Володар Кубка України з шашок-64 серед жінок
- Володар Кубка України з шашок-64 серед жінок (швидка програма)
- Бронзовий призер чемпіонату України з шашок-100 серед жінок (блискавична програма)

2005
- чемпіонка Європи з шашок-64 серед молоді
- чемпіонка України з шашок-64 серед жінок

2006
- Срібний призер чемпіонату Європи з шашок-64 серед молоді
- Срібний призер чемпіонату Європи з шашок-64 серед молоді (блискавична програма)
- Володар Кубка України з шашок-64 серед жінок
- Володар Кубка України з шашок-100 серед жінок (блискавична програма)

2007
- чемпіонка України з шашок-64 серед жінок (блискавична програма)

2008
- Срібний призер чемпіонату України з шашок-64 серед жінок

2009
- Срібний призер чемпіонату світу з шашок-64 серед жінок (швидка програма)
- Срібний призер чемпіонату світу з шашок-64 серед жінок (блискавична програма)
- чемпіонка України з шашок-64 серед жінок

2010
- Срібний призер чемпіонату України з шашок-64 серед жінок
- Срібний призер чемпіонату України з шашок-64 серед жінок (швидка програма)
- Срібний призер чемпіонату України з шашок-64 серед жінок (блискавична програма)
- Володар Кубка України з шашок-64 серед жінок (швидка програма)

2011
- чемпіонка України з шашок-64 серед жінок (швидка програма)
- чемпіонка України з шашок-64 серед жінок (блискавична програма)
- Володар Кубка України з шашок-64 серед жінок (швидка програма)
- Володар Кубка України з шашок-64 серед жінок (блискавична програма)

2018
- в листопаді 2018 року вдруге виборола звання чемпіонки світу з шашок-64[3]